# Stormyrtjärnen (Bodums socken, Ångermanland)
Stormyrtjärnen är en sjö i Strömsunds kommun i Ångermanland och ingår i Ångermanälvens huvudavrinningsområde. Sjön har en area på 0,0732 kvadratkilometer och ligger 335,7 meter över havet.

## Delavrinningsområde
Stormyrtjärnen ingår i det delavrinningsområde (710540-150976) som SMHI kallar för Utloppet av Brocksjön. Medelhöjden är 315 meter över havet och ytan är 18,78 kvadratkilometer. Räknas de 3 avrinningsområdena uppströms in blir den ackumulerade arean 33,86 kvadratkilometer. Skirsjöån som avvattnar avrinningsområdet har biflödesordning 3, vilket innebär att vattnet flödar genom totalt 3 vattendrag innan det når havet efter 204 kilometer. Avrinningsområdet består mestadels av skog (69 procent). Avrinningsområdet har 2,47 kvadratkilometer vattenytor vilket ger det en sjöprocent på 13,1 procent.